# Premios MTV Australia
Los MTV Australia Awards fueron una entrega de premios realizada anualmente y organizada por la cadena de televisión MTV a través de su subsidiaria continental MTV Australia. Los ganadores eran elegidos por la audiencia y premian a lo más popular de la música australiana e internacional. Se desarrolló hasta 2009.

## Ciudades anfitrionas de los MTV Australia Awards
- 2005 -  Sídney (Luna Park Sídney) (Presentador: The Osbournes)
- 2006 -  Sídney (Acer Arena) (Presentador: Ashlee Simpson)
- 2007 -  Sídney (Acer Arena) (Presentador: Fergie y Good Charlotte)
- 2008 -  Sídney (Australian Technology Park) (Presentador: Wyclef Jean)
- 2009 -  Sídney (Sydney Convention and Exhibition Centre) (Presentador: Pete Wentz)

## Ganadores de los premios

### 2005
- Mejor Artista Masculino: Shannon Noll
- Mejor Artista Femenina: Delta Goodrem
- Artista Revelación: Missy Higgins
- Mejor Grupo: Green Day
- Mejor Video Dance: Usher - Yeah
- Mejor Video Pop: Guy Sebastian - Out With My Baby
- Mejor Video Rock: Green Day - American Idiot
- Mejor Video R&B: Black Eyed Peas - Hey Mama
- Video Más Sexy: Black Eyed Peas - Hey Mama
- Mejor Vestuario en un Video: Gwen Stefani - What You Waiting For?
- Video del Año: The Dissociatives - Somewhere Down The Barrel
- Pepsi Viewers Choice: Delta Goodrem
- Supernova: Evermore
- VH1 Music First: Cher
- Free Your Mind: AusAID

### 2006
- Mejor Artista Masculino: Shannon Noll
- Mejor Artista Femenina: Ashlee Simpson
- Artista Revelación: The Veronicas
- Mejor Grupo: Green Day
- Mejor Video Dance: Rogue Traders - Voodoo Child
- Mejor Video Pop: Ashlee Simpson - Boyfriend
- Mejor Video Rock: The Darkness - One Way Ticket
- Mejor Video R&B: Chris Brown - Run It!
- Mejor Video Hip-Hop: Snoop Dogg - Drop It Like It's Hot
- Álbum del Año: Bernard Fanning - Tea and Sympathy
- Video del Año: The Veronicas - 4ever
- Canción del Año: James Blunt - You're Beautiful
- Viewers Choice: Anthony Callea
- Free Your Mind: Peter Garrett

### 2007
- Mejor Artista Masculino: Shannon Noll
- Mejor Artista Femenina: Pink
- Artista Revelación: Teddy Geiger
- Mejor Grupo: Red Hot Chilli Peppers
- Mejor Video Dance: Fedde Le Grand - Put Your Hands Up For Detroit
- Mejor Video Pop: Guy Sebastian - Elevator Love
- Mejor Video Rock: 30 Seconds to Mars - The Kill
- Mejor Video Hip-Hop: Snoop Dogg ft R. Kelly - That's That
- Álbum del Año: Evanescence - The Open Door
- Video del Año: 30 Seconds to Mars - The Kill
- Viewers Choice: Good Charlotte - Keep Your Hands Of My Girl
- Mejor Video Sexy: Fergie - Fergalicious
- Download Del Año: Pink - Who Knew
- Mejor Hook Up: Justin Timberlake ft Timbaland - Sexy Back

### 2008
- Sports - Mick Fanning
- Movie Star - Matt Damon
- International Artist of the Year - Timbaland
- Music Video of the Year - Delta Goodrem
- Australian Artist Music Award - The Veronicas
- New Zealand Artist Award - Scribe
- Live Performer Award - Pink, I'm Not Dead Tour
- Television Moment Award - Chaser's War On Everything, APEC 2007 Stunt
- Good Karma Award - Earth Hour
- Bad Karma Award - Kevin Andrews
- Remake Award - William Weatheritt for Ja'mie's end of term shopping spree.